# Acrolophus anaphorella
Acrolophus anaphorella är en fjärilsart som beskrevs av Walsingham 1892. Acrolophus anaphorella ingår i släktet Acrolophus och familjen Acrolophidae. Inga underarter finns listade i Catalogue of Life.